# Kolokani
Kolokani ist eine Siedlung und Gemeinde in der Region Koulikoro in Mali. Die Gemeinde hat eine Fläche von etwa 1.179 Quadratkilometern und umfasst die Siedlung und umliegende Dörfer. Sie ist die Hauptstadt des gleichnamigen Kreises. 

## Einwohnerentwicklung
Die letzten Volkszählungen ergaben jeweils folgende Einwohnerzahlen:
| Jahr | Einwohner |
| ---- | --------- |
| 1998 | 33.558    |
| 2009 | 44.220    |